# 马兜铃
马兜铃（学名：Aristolochia debilis），中文名因其成熟果实如挂于马颈下的响铃而得。同属的北马兜铃（A. contorta）也有相似药效。马兜铃为多年生的缠绕性草本植物。其果实为中药之一种，称马兜铃。其根称青木香，藤称天仙藤，也可药用。

## 腎毒性
馬兜鈴含有的馬兜鈴酸具有腎毒性，而且是致癌物質。只要非常少量的服用，就會大幅提高未來上泌尿道系統（包含腎臟）患癌的風險。較為多量和長期的服用則會造成无法逆轉的腎衰竭。

## 形态
整体特征：全株无毛，全株有毒，种子毒性较大。
茎：茎细长，扭曲，有棱。
叶：叶互生，叶片三角状狭卵形，卵状披针形或卵形，全缘。
花：花单生于叶腋生于叶腋，花梗细长，花被喇叭状，先端偏斜。花基部膨大呈球状，中间收缩成管状，缘部卵状披针形，近花的缘部暗紫色，近花的基部浅黄绿色，内有雄蕊6根及柱头6根。
果实：果实属蒴果，形状为椭圆形或倒卵形，下垂。果实长约3—5cm，直径为2—3.5cm。表面具黄绿色及灰棕色，有12条纵棱线，由棱线分出多为横向平行的细脉纹。基部有细长果梗，果皮轻脆，易裂为6瓣，当果皮裂开时，果梗也相互分裂为6条。果皮内表面平滑且带光泽，有较密的横脉纹。果实6室，每室具多数平叠的种子。成熟时自基部延腹缝开裂成六瓣，果柄也随之开裂。果实别名为水馬香果、三角草秋木香罐。为中药材杀人药物中的一种。清·陳修園在《神農本草經讀》卷四·馬兜鈴的注解中，提到「今人惑於錢乙補肺阿膠散一方，取用（馬兜鈴）以治虛嗽，百服百死」。
种子：种子扁平而薄，三角形或扇形，种子长0.6--1cm，宽0.8--1.2cm，边缘具淡棕色的宽翅。气微特异，味微苦。

### 特殊的传递花粉方式
马兜铃花的形状如同一漏斗，花缘部有一“开口”；花中部为管状，管内长满了向内的毛；花基部膨大呈球状，内为一空腔。花基的空腔内底部有一突起物，突起物的上部为接受花粉的柱头，突起物的四周长有6个雄蕊。
花通常在清晨5时候左右开放，开放时发出腐臭气味，花基部的空腔内味道最浓。这臭味吸引了常在腐败物上寻食的昆虫，通常是蝇类，如潜叶蝇。
当昆虫被臭味吸引而来，钻到味道最浓的花基部的空腔内时，由于如细管状的花中部内长满了向内的毛，昆虫进入容易出去难，进入的昆虫将被逼留在花中过一天，空腔内长有蜜汁让昆虫饱餐。
次日，清晨3时半左右，花藥开裂，散出花粉，而昆虫为了逃脱，在花内乱钻期间身上粘了许多花粉。而这时花中部的毛开始变软，萎缩，长度只有之前的4份之1，且贴在花中部内壁上。此时昆虫得以逃脱。
之后此昆虫又被另外一朵马兜铃花的气味吸引。又一次被禁闭，期间把花粉散播在柱头上，替马兜铃完成了异花传粉。
马兜铃雌蕊先熟,清晨开花到半夜乃柱头受粉时间。半夜后柱头逐渐萎缩，失去受粉能力；而雄蕊则在这时期成熟。以此避免自花传粉。
马兜铃花主要吸引对象是体型小的蝇类。蜂与蝶不喜臭味，且体型较大，钻不入细狭的花中部。而蜂蝶的长吻也达不到蜜汁所在。

## 药用

### 功能与主治
中医学上以果实入药，性寒、味苦微辛，清肺降气，主治肺气上逆、咳嗽气喘、肺热咳血等；茎称“天仙藤”，功能疏气、活血、祛风湿；根称“土青木香”或“青木香”，功能行气止痛。

### 馬兜鈴與腎病變
1990年至1992年間，比利時上百名婦女長期服用含有中藥廣防己（Aristolochia fanchi）的減肥藥後，發生間質性腎炎、腎衰竭等個案。引發各國對馬兜鈴腎病變的重視。隨後幾年包括英國、加拿大、澳大利亞、美國和德國均相繼禁售，中華民國衛生署於2003年也宣告禁用馬兜鈴、青木香、天仙藤、廣防己和關木通等五種含有馬兜鈴酸的中藥材。同樣含有馬兜鈴酸的藥材“細辛”則是加強管制、可以避免馬兜鈴酸殘留。2020年修订的《中华人民共和国药典》删除了马兜铃，而关木通、广防己和青木香早已被禁用，细辛也严格限定只能用根部。
馬兜鈴科中藥雖然具有抗發炎、消腫和利尿止痛的功效，但是近來發現長期服用含馬兜鈴酸者可能造成慢性腎衰竭以及腎小管病變，短期大量使用也可造成急性腎衰竭。

### 致癌
研究指出，馬兜鈴酸會和人體DNA交互作用，產生獨特的暴露生物指標。它也會在腫瘤抑制基因內部留下記號，顯示人體有攝取這種致癌物；台灣在1997~2003年、健保給付的合法中藥裡面估計有12%含馬兜鈴酸、39%的人口服用過這種劇毒中藥，而巴爾幹半島則是在採收作物時會混入有毒植物，因此造成特別高的腎臟及上泌尿道癌症病例；由統計學及DNA標記可以證明，就算服用總劑量極低，也會大幅提高將來洗腎的風險。。
马兜铃服用者的基因突变率高于吸烟者。

## 延伸阅读
[在维基数据编辑]
 《欽定古今圖書集成·博物彙編·草木典·馬兜鈴部》，出自陈梦雷《古今圖書集成》
 《植物名實圖考·馬兜鈴》，出自吳其濬《植物名實圖考》

## 外部連結
- 馬兜鈴 Madouling （页面存档备份，存于） 藥用植物圖像數據庫 (香港浸會大學中醫藥學院) （中文）（英文）
- 馬兜鈴 中藥材圖像數據庫  (香港浸會大學中醫藥學院) （中文）（英文）
- 馬兜鈴 Ma Dou Ling （页面存档备份，存于） 中藥標本數據庫 (香港浸會大學中醫藥學院) （繁體中文）（英文）
- 青木香 Qing Mu Xiang （页面存档备份，存于） 中藥標本數據庫 (香港浸會大學中醫藥學院) （繁體中文）（英文）
- 馬兜鈴酸I Aristolochic acid I （页面存档备份，存于） 中草藥化學圖像數據庫 (香港浸會大學中醫藥學院) （中文）（英文）
- 马兜铃的药典标准 马兜铃的药典标准 （页面存档备份，存于）
- 中国植物志中的马兜铃 （页面存档备份，存于）